# アドリアーノ・フェレイラ・ピント
アドリアーノ・フェレイラ・ピント（Adriano Ferreira Pinto、1979年12月10日 - ）は、ブラジル・パラナ州キンタ・ド・ソル出身のサッカー選手。セリエDのACポンテ・サン・ピエトロ＝イゾーラ所属。ポジションはMF。

## 経歴
ブラジルのウニオン・サンジョアンECでキャリアをスタートさせ、2002年にイタリア・セリエC1のSSヴィルトゥス・ランチャーノ1924へ移籍。セリエBのペルージャ・カルチョ、ACチェゼーナを経て、2006年にペルージャ時代にも師事したステファノ・コラントゥオーノ監督が率いるアタランタBCへ移籍すると、セリエA1年目から主力として活躍した。
2010年夏にアタランタとの契約を2013年まで延長したものの、徐々に出場機会は減り、2011-12シーズンのリーグ戦出場は7試合。翌シーズンも前半戦出場機会がないまま、2013年1月にセリエBのASヴァレーゼ1910へ完全移籍した。同年9月2日にはレガ・プロ・プリマ・ディヴィジオーネのUSレッチェに加入し、1シーズンプレーした。2014年9月にセリエDのACポンテ・サン・ピエトロ＝イゾーラに移籍し、同年10月12日のUSインヴェールノ戦で移籍後初ゴールを挙げた。